# Air Alsie
Air Alsie — данська чартерна авіакомпанія зі штаб-квартирою в Сендерборзі та розташована в аеропорту Сендерборг, надає послуги бізнес-джетів. 

## Пункти призначення
Air Alsie здійснює всі регулярні рейси для свого дочірнього бренду Alsie Express. З серпня 2020 року «Air Alsie» також виконує регулярні рейси з аеропорту Любека як віртуальна авіакомпанія Lübeck Air до аеропортів Мюнхена та Штутгарта — а з 01.07.2021 до аеропорту Берна та аеропорту Зальцбурга. У березні 2023 року Lübeck Air оголосила, що припинить польоти ATR і спробує розпочати польоти на реактивних літаках з іншою авіакомпанією.

## Флот

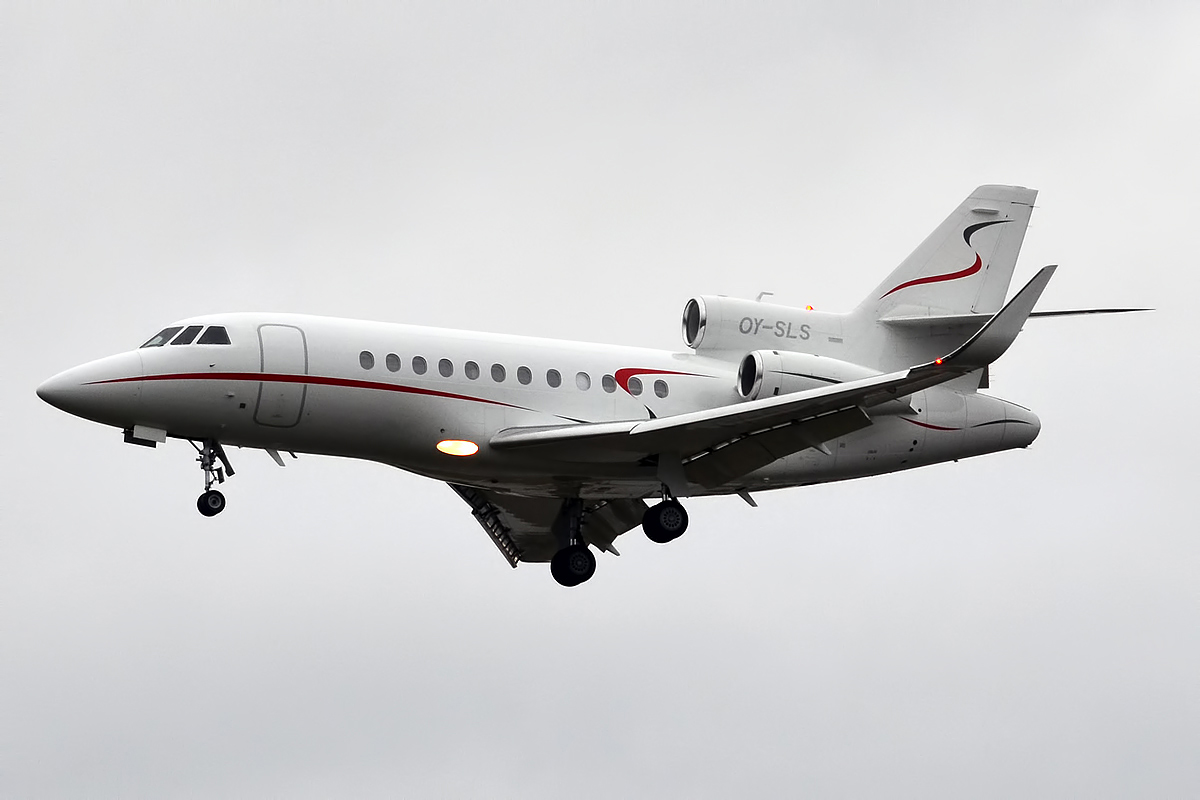
Air Alsie Dassault Falcon 900

Флот на січень 2019:
| Тип                     | Разом | Замовлено | Пасажири | Примітки                |  |
| ----------------------- | ----- | --------- | -------- | ----------------------- |  |
| ATR 72-500              | 2     | 1         | 48       | flying as Alsie Express |  |
| Dassault Falcon 8X      | 5     | —         |          |                         |  |
| Dassault Falcon 7X      | 7     | —         |          |                         |  |
| Dassault Falcon 2000LXS | 3     | —         |          |                         |  |
| Dassault Falcon 2000S   | 2     | —         |          |                         |  |
| Eurocopter EC135        | 1     | —         |          |                         |  |
| Разом                   | 20    | 1         |          |                         |  |